# 32522 Judiepersons
32522 Judiepersons è un asteroide della fascia principale. Scoperto nel 2001, presenta un'orbita caratterizzata da un semiasse maggiore pari a 2,3765503 UA e da un'eccentricità di 0,1226086, inclinata di 5,99710° rispetto all'eclittica.